# Aspidistra cryptantha
Aspidistra cryptantha là một loài thực vật có hoa trong họ Măng tây. Loài này được Tillich mô tả khoa học đầu tiên năm 2007.